# 오토만 (직물)

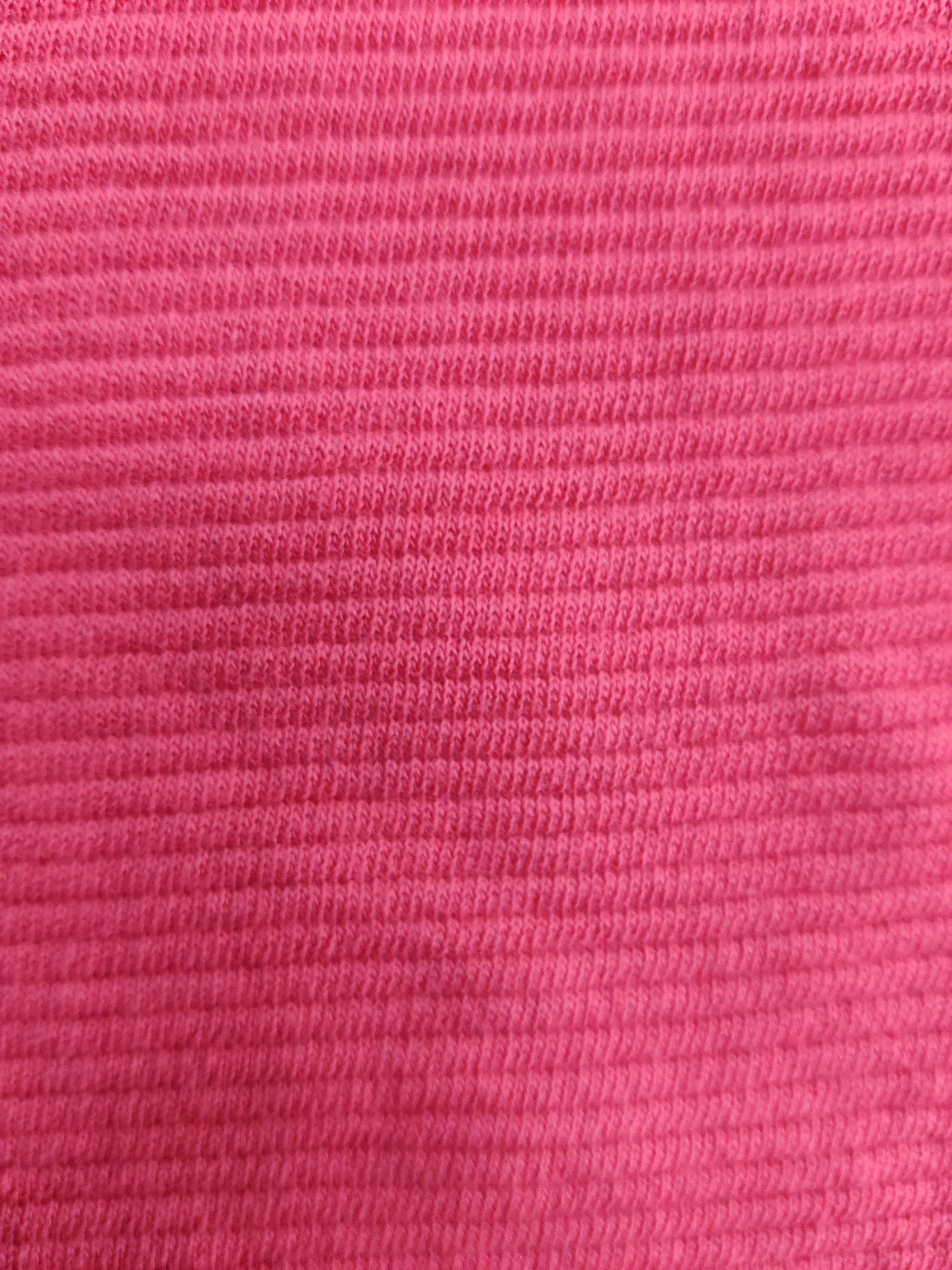
오토만

오토만(ottoman)은 웨일(wale)과 코스(course)를 따라 뚜렷하게 돌출된, 폭 방향으로 '리브'(rib)가 있는 직물이다. 그로스그레인과 유사하게, 오토만은 웨일 대신 코스에 더 두꺼운 원사를 사용하여 직물의 폭을 가로지르는 융기된 줄무늬를 만드는 끈으로 묶인 직물로 알려져 있다.
오토만은 뜨개질 또는 직조로 제작되며 뻣뻣하고 무거운 직물을 생산한다. 니트 오토만은 마찬가지로 가로 방향의 리브 구조를 특징으로 한다. 뜨개질 시에서는 오스만 리브 패턴을 더블 저지 기계로 뜨개질한다. 오토만 니트의 리브 라인은 원사 수와 치수를 조정하여 얇은 것부터 거친 것까지 크기가 다양할 수 있다.